# 那賀警察署
那賀警察署（なかけいさつしょ）は、徳島県警察が管轄していた警察署。2020年4月1日をもって阿南警察署と統合され廃止された。庁舎は那賀交番となった。

## 所在地
- 徳島県那賀郡那賀町和食郷南川171番地3

## 管轄区域
- 那賀郡那賀町

## 沿革
- 2005年（平成17年）3月1日：管内の那賀郡鷲敷町、相生町、上那賀町、木沢村、木頭村の3町2村が新設合併したため、管轄市町村数が3町2村から1町のみとなったことに併せて鷲敷警察署（わじきけいさつしょ）から改称した。
- 2020年（令和2年）4月1日 - 阿南警察署に統合、庁舎は那賀交番となる。

## 駐在所
- 那賀町阿井駐在所（那賀町阿井杉の久保）
- 那賀町相生駐在所（那賀町延野大原）
- 那賀町日野谷駐在所（那賀町朴野大下）
- 那賀町小浜駐在所（那賀町小浜）
- 那賀町坂州駐在所（那賀町木頭前田）
- 那賀町平谷駐在所（那賀町平谷下ノ内）

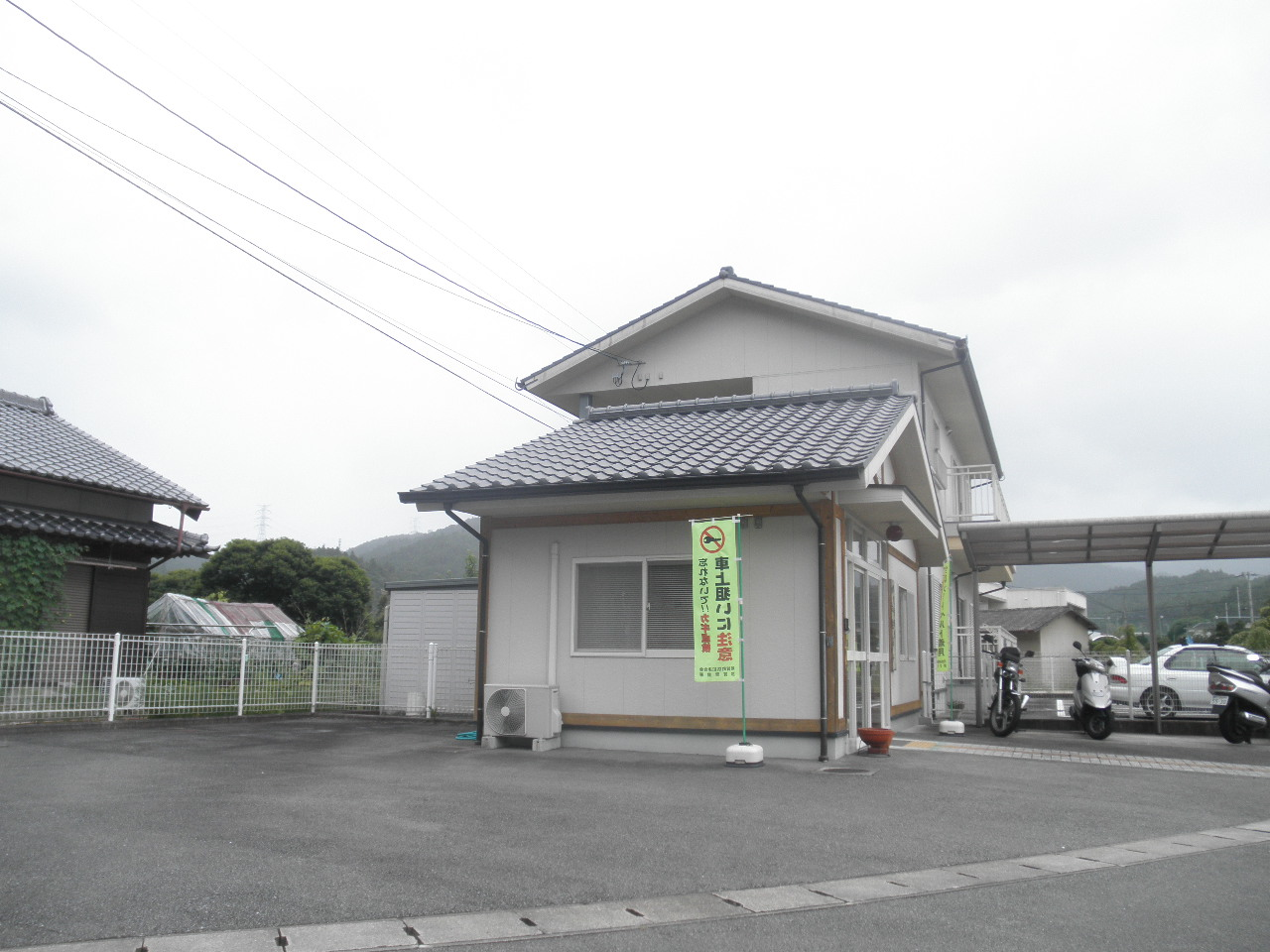
那賀町相生駐在所

- 那賀町出原駐在所（那賀町木頭出原テラモト）
- 那賀町折宇駐在所（那賀町木頭北川いもじ屋敷）